# O Índio Afonso
O Índio Afonso é um livro de autoria do escritor brasileiro Bernardo Guimarães publicado em 1872. É um relato romanceado de estórias ouvidas pelo autor em sua viagens pelos sertões dos estados de Minas Gerais e Goiás,

“
 (…) Afonso, porém, o seguia encarniçado, como a onça esfaimada segue o rasto do veado fugitivo. Graças às suas robustas e compridas pernas, cada uma de suas passadas media mais de dois metros. Afeito a rastejar a anta, o veado e a onça através das mais escuras e emaranhadas brenhas, tinha tino não menos admirável para seguir a pista de um homem, e portanto nunca mais perdeu o rasto  (…)”

— O Índio Afonso